# Scotland (Pensilvania)
Scotland es un área no incorporada ubicada en el condado de Franklin en el estado estadounidense de Pensilvania. Scotland se encuentra ubicada dentro del municipio de Greene.

## Geografía
Scotland se encuentra ubicada en las coordenadas 39°57′38″N 77°35′44″O / 39.96056, -77.59556.